# Ligue d'Oran de basket-ball
 (février 2022).
Le Championnat d'Oran de basket-ball, est une compétition de basket-ball organisée en département d'Oran Algérie française  par la Ligue d'Oran de basket-ball entre 1920 et 1962.

## Palmarès masculin
D'après les résultats connus :
- 1920-1921 :
- 1921-1922 :
- 1922-1923 :
- 1923-1924 :
- 1924-1925 :
- 1925-1926 :
- 1926-1927 :
- 1927-1928 :
- 1928-1929 :
- 1929-1930 :
- 1930-1931 :
- 1931-1932 :
- 1932-1933 :
- 1933-1934 : Spartiates d'Oran
- 1934-1935 :
- 1935-1936 :
- 1936-1937 :
- 1937-1938 : Spartiates d'Oran
- 1938-1939 : Spartiates d'Oran
- 1939-1949 :
- 1940-1941 : Spartiates d'Oran
- 1941-1942 :
- 1942-1943 :
- 1943-1944 :
- 1944-1945 :
- 1945-1946 :
- 1946-1947 :
- 1947-1948 : Spartiates d'Oran
- 1948-1949 : Spartiates d'Oran
- 1949-1950 : Spartiates d'Oran
- 1950-1951 :
- 1951-1952 :
- 1952-1953 :
- 1953-1954 :
- 1954-1955 :
- 1955-1956 :
- 1956-1957 :
- 1957-1958 :
- 1958-1959 :
- 1959-1960 : JP Béni Saf
- 1960-1961 :

## Palmarès féminin
D'après les résultats connus :
- 1920-1921 :
- 1921-1922 :
- 1922-1923 :
- 1923-1924 :
- 1924-1925 :
- 1925-1926 :
- 1926-1927 :
- 1927-1928 :
- 1928-1929 :
- 1929-1930 :
- 1930-1931 :
- 1931-1932 :
- 1932-1933 :
- 1933-1934 :
- 1934-1935 :
- 1935-1936 :
- 1936-1937 : Sourire de Mascara
- 1937-1938 :
- 1938-1939 :
- 1939-1949 :
- 1940-1941 :
- 1941-1942 :
- 1942-1943 :
- 1943-1944 :
- 1944-1945 :
- 1945-1946 : JSSE Oran
- 1946-1947 : JSSE Oran
- 1947-1948 : JSSE Oran
- 1948-1949 :
- 1949-1950 :
- 1950-1951 :
- 1951-1952 :
- 1952-1953 :
- 1953-1954 :
- 1954-1955 :
- 1955-1956 :
- 1956-1957 :
- 1957-1958 :
- 1958-1959 :
- 1959-1960 :
- 1960-1961 :